# Västra Gårdsjön
Västra Gårdsjön är en sjö i Torsby kommun i Värmland och ingår i Göta älvs huvudavrinningsområde. Sjön är 11 meter djup, har en yta på 0,744 kvadratkilometer och befinner sig 280 meter över havet. Sjön avvattnas av vattendraget Bjurbäcken. Vid provfiske har abborre, gädda, lake och mört fångats i sjön.

## Delavrinningsområde
Västra Gårdsjön ingår i det delavrinningsområde (668444-135489) som SMHI kallar för Mynnar i Västra Jolen. Medelhöjden är 269 meter över havet och ytan är 14,46 kvadratkilometer. Det finns inga avrinningsområden uppströms utan avrinningsområdet är högsta punkten. Bjurbäcken som avvattnar avrinningsområdet har biflödesordning 5, vilket innebär att vattnet flödar genom totalt 5 vattendrag innan det når havet efter 375 kilometer. Avrinningsområdet består mestadels av skog (75 procent). Avrinningsområdet har 1,27 kvadratkilometer vattenytor vilket ger det en sjöprocent på 8,8 procent.